# 이정석 (1988년)
이정석(1988년 ~)은 대한민국의 가수다. 2017년 디지털 싱글 앨범 [두고오다]로 데뷔했다.

## 방송
- 보이스 코리아 2 (2013) - Top12
- 너의 목소리가 보여 3 (2016)
- 듀엣가요제 (2017)

## 음반
- 두고오다 (2017)
- 이정석_봄비도 내리고 (2018)
- Prologue (2019)